# Vruchten op brandewijn
Het inleggen van vruchten op brandewijn is een oude inmaakmethode.

## Varianten
Hoewel theoretisch alle vruchten in alcohol ingelegd kunnen worden, zijn bepaalde vruchten (regionaal) bekend:
- Boerenjongens, rozijnen op brandewijn, vooral in Groningen bekend
- Boerenmeisjes, abrikozen op brandewijn
- Casia, met zwarte bessen en frambozen, een Gelderse bruilofsdrank[1]
- Rumtopf, rozijnen op rum, vooral in Duitsland gebruikelijk
- Kersen
- Pruimen
- Citroenbrandewijn of limoncello, met citroenen